# San Giovanni in Fiore
San Giovanni in Fiore är en ort och kommun i provinsen Cosenza i regionen Kalabrien i Italien. Kommunen hade 16 852 invånare (2018).